# 萊曼α斑點1號
萊曼α斑點1號 （LAB-1）是位於寶瓶座南部的巨大宇宙氣體雲，它與地球距離約115億光年，紅移是3.09。它是在2000年被Charles Steidel和同事們在帕洛馬天文台使用200英吋（5.08米）的海爾望遠鏡進行高紅移星系巡天時意外發現的。這些研究人員一直在調查年輕宇宙中的星系豐度，而當時他們穿過現在被稱為萊曼α斑點的兩個天體—排放出氫的萊曼α線的巨大濃稠氣體。。
LAB-1是第一個被發現的萊曼α斑點，所以它被編為第1號，是這類天體的原型。它也是這類天體中最大的，跨越了300,000萬光年，是銀河系的3倍。由於高度的紅移（Z=3）和組合了萊曼α斑點的紫外線性質，使得這個斑點呈現綠色。歐洲南方天文台甚大望遠鏡的影像顯示，很多來自斑點的光都是極化的，這個比率約為20%，在半徑45,000秒差距（145,000光年）處達到峰值，形成環繞著斑點的一個巨大的環。
目前還是不清楚這種天體為何會發射出萊曼α的發射線。It is still unclear as to why this object is emitting the Lyman-alpha emission radiation. 它是仍然不清楚為什麼此物件發光的萊曼 α 發射輻射。科學家認為這些光來自斑點中心區域的星系。如此強的光可能來自活躍星系或積極吸收物質的黑洞。一個候選的理論是這些光是低溫氣體落入早期的星系，這些有可能來自絲狀體（星系可能是這些纖維交互作用的產物），但是極化的模式不認同這種說法。

## 圖集

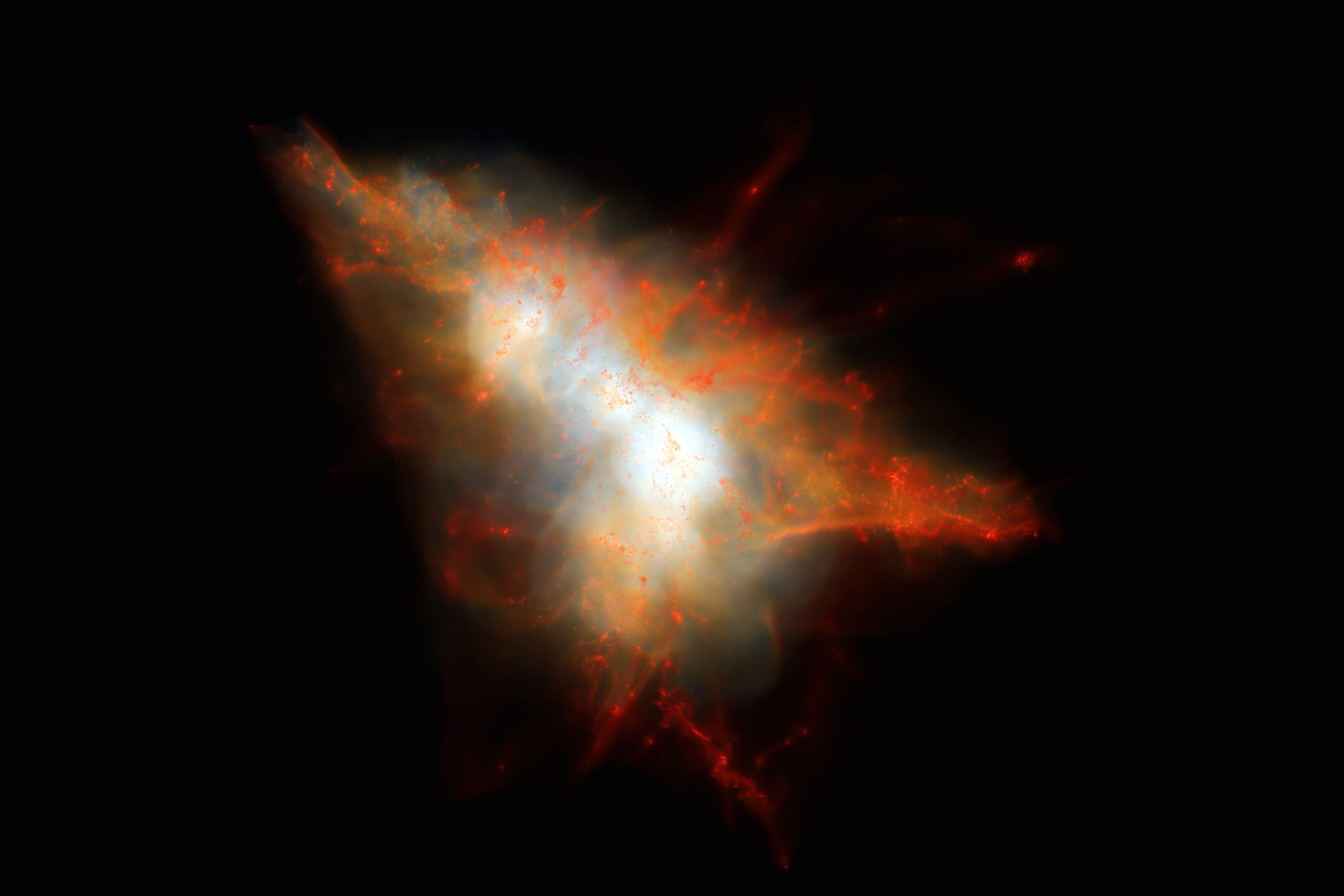
電腦模擬的萊曼α斑點。
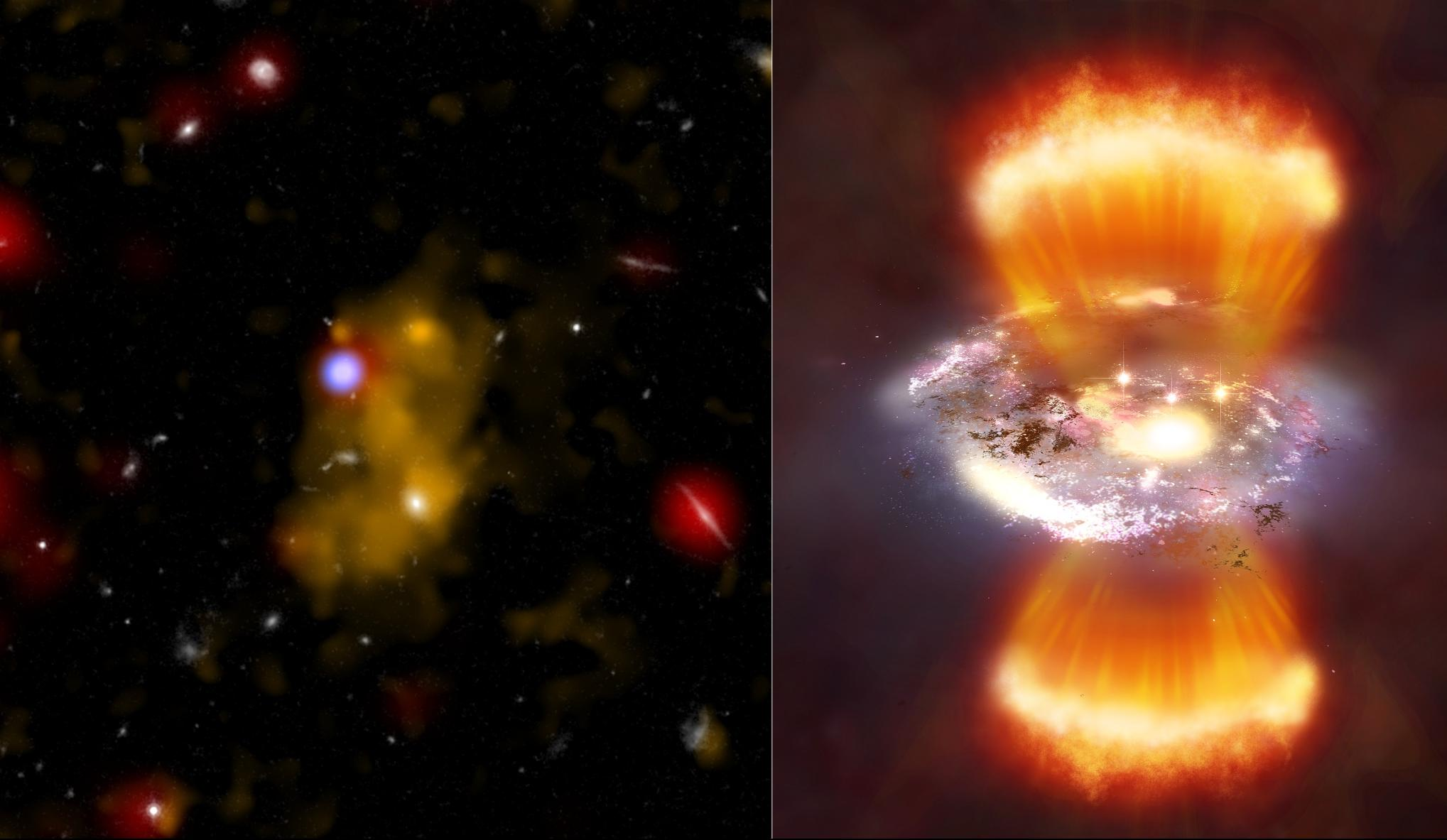
左：以萊曼α線（黃色）、紅外線（紅色）、以及紫外線（藍色）觀測的萊曼α斑點1號。在左上角的圓形藍色斑點是一個巨大的星系。右： 藝術家想像在相對較近的距離看見的斑點。